# 短棘鸚竺鯛
短棘鸚竺鯛（學名：[Ostorhinchus brevispinis] 错误：{{Lang}}：文本有斜体标记（帮助）），又稱短棘鸚天竺鯛，為輻鰭魚綱鈎頭魚目天竺鯛科鸚竺鯛屬下的一個種，分布於中太平洋東部法屬玻里尼西亞海域，深度46-58公尺，本魚體延長，呈長橢圓形，體稍側扁，頭大、眼大、口大且斜裂，頜齒細小，鰓蓋骨後緣棘不發達，體被弱櫛鱗，頭部和身體上有交替的金棕色和白色條紋，白色條紋延伸到最後兩條臀鰭鰭條，尾柄有不規則深色斑塊，背鰭硬棘8枚、背鰭軟條9枚、臀鰭硬棘2枚、臀鰭軟條8枚，背鰭2個，尾鰭叉形，體長可達6.2公分，棲息在珊瑚礁區，屬肉食性，繁殖期時，雄魚具有口孵習性，卵約7日化成仔魚，由雄魚吐出，具短暫的仔魚飄浮期，生活習性不明。